# لوسي وارد (مغنية)
لوسي وارد (بالإنجليزية: Lucy Ward)‏ هي مغنية مؤلفة ومغنية بريطانية، ولدت في 12 ديسمبر 1989 في دربي في المملكة المتحدة.

## وصلات خارجية
- الموقع الرسمي
- لوسي وارد على موقع ميوزك برينز (الإنجليزية)
- لوسي وارد على موقع ديسكوغز (الإنجليزية)